# Luci Calpurni Pisó (propretor)
Luci Calpurni Pisó (en llatí Lucius Calpurnius Piso) va ser un magistrat romà. Formava part de la gens Calpúrnia, una antiga i important família romana d'origen plebeu.
Durant el regnat de Tiberi va ser propretor a la Hispània Citerior, l'any 25. Va ser assassinat en aquesta província mentre feia un viatge d'inspecció.